# Charivari
Charivari (em alemão: Katzenmusik; em inglês: skimmington) é um termo para um costume popular em que um desfile simulado era encenado por uma comunidade acompanhada por uma serenata dissonante. Uma vez que a multidão pretendia fazer tanto barulho quanto possível, batendo em panelas e frigideiras ou qualquer coisa que surgisse, esses desfiles eram muitas vezes chamados de música bruta. Os desfiles eram de três tipos. Na primeira e geralmente mais violenta, um malfeitor ou transgressor podia ser arrastado de sua casa ou local de trabalho e obrigado a desfilar à força por uma comunidade. No processo, eles estavam sujeitos ao escárnio da multidão, podiam ser atacados e frequentemente uma ou várias vítimas eram enterradas no final do processo. Uma forma mais segura envolvia um vizinho do transgressor que se fazia passar pela vítima enquanto era levado pelas ruas. O imitador obviamente não era punido e muitas vezes gritava ou cantava versos de ribalta zombando do transgressor. Na forma comum, uma efígie era empregada, abusada e frequentemente queimada no final do processo.
As comunidades usaram "música bruta" para expressar sua desaprovação dos diferentes tipos de violação das normas da comunidade. Por exemplo, podiam ter como alvo casamentos dos quais desaprovavam, como a união entre um viúvo mais velho e uma mulher muito mais jovem, ou o casamento prematuro de uma viúva ou viúvo. As aldeias também usavam o charivari em casos de relações adúlteras, contra espancadores de esposas ou maridos agredidos e mães solteiras. Também foi usado como uma forma de humilhar os maridos que foram espancados por suas esposas e não tinha se levantado. Em alguns casos, a comunidade desaprovou qualquer novo casamento de viúvas ou viúvos idosos. Charivari é uma palavra de origem francesa e no Canadá é usada por falantes do inglês e francês. Chivaree se tornou a variante comum em Ontário. Nos Estados Unidos, o termo shivaree é mais comum.
Como espécies de rituais populares de justiça, esses eventos foram cuidadosamente planejados e eles eram frequentemente encenados em épocas de festividades tradicionais, misturando assim a justiça e a celebração.

## Etimologia

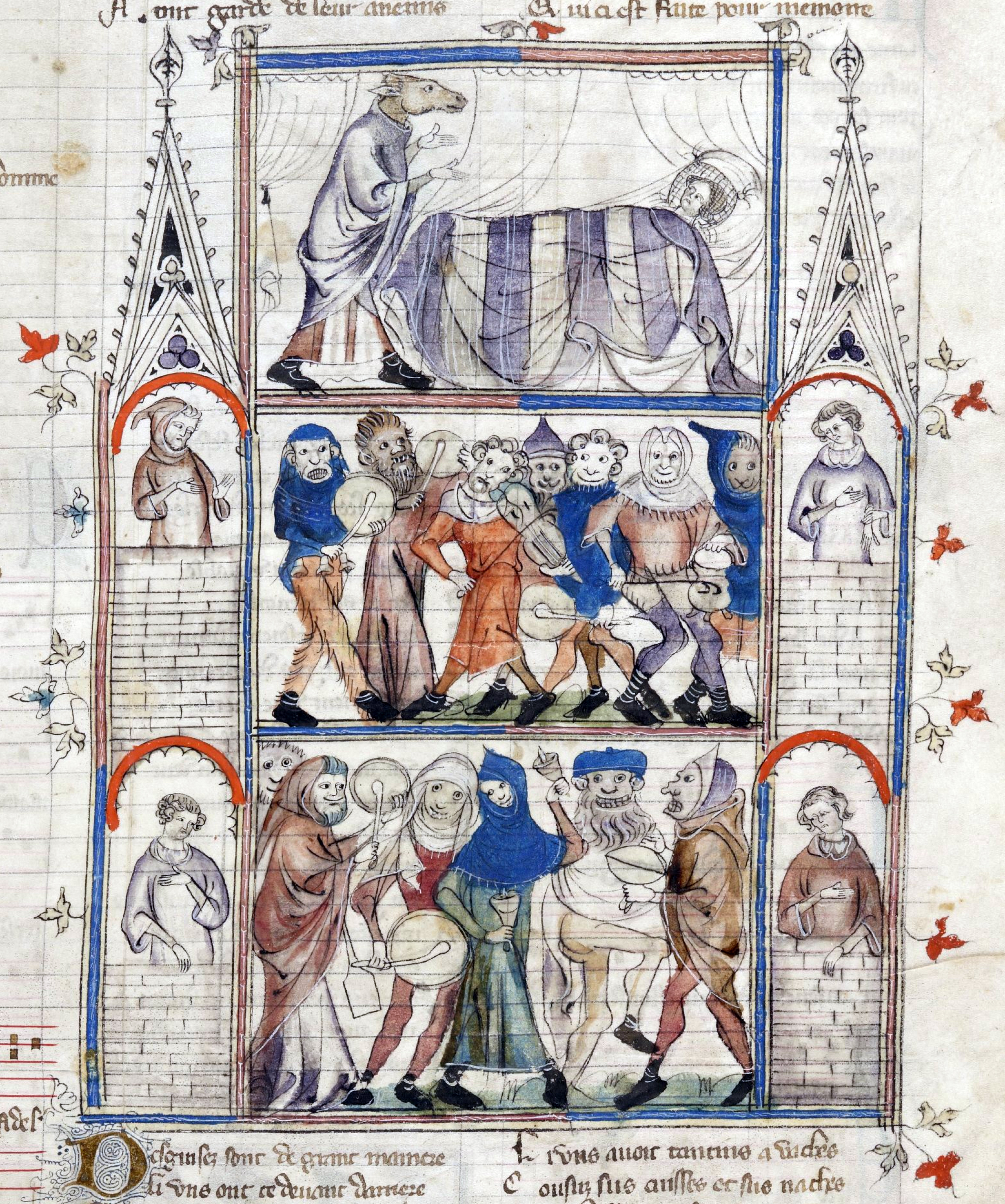
Descrição de um charivari, início do século XIV (de O Romance de Fauvel)

A origem da palavra charivari é provavelmente do latim vulgar caribaria, plural de caribarium, já referindo-se ao costume de chacoalhar utensílios de cozinha com uma barra de ferro, em si provavelmente do grego καρηβαρία (karēbaría), literalmente "peso na cabeça", mas também costumava significar "dor de cabeça", de κάρα "cabeça" e βαρύς "pesado". Em qualquer caso, a tradição tem sido praticada há pelo menos 700 anos. Uma gravura no manuscrito francês do início do século XIV, O Romance de Fauvel, mostra um charivari em andamento.

## Variações regionais

### França
Os primeiros documentos acerca do charivari na França datam do período da Idade Média, sendo descrito inicialmente como uma celebração das núpcias do casamento após os votos. Por volta do século XVI, o ritual passa a assumir função de controle social, sendo o método utilizado por diversas comunidades da época para demonstrar sua reprovação à determinados indivíduos, principalmente no contexto matrimonial. Já no século XXI, a palavra charivari, que no francês moderno passa a significar desordem ou confusão, é utilizada no contexto político para caracterizar protestos.
Na França, as práticas do charivari partiam, habitualmente, da ideia de uma comunidade punir aqueles que contrariavam os costumes locais. Os detalhes desse ritual variam de acordo com sua regionalidade e motivações. Um caso bem documentado é o de Martin Guerre, na região de Artigat, onde o jovem Martin, por não consumar seu casamento, é vítima de um charivari. Os homens de Artigat se reuniram em frente a residência dos Guerre com os rostos pintados e vestidos com roupas de mulher, tocando sinos, batendo garrafas e fazendo zombarias.
O charivari pode ser visto como uma forma de justiça social e suas motivações não se limitam apenas ao contexto do matrimônio ou hierarquia doméstica, como em casos de adultério, casamento entre viúvos ou agressão matrimonial, mas também como forma de demonstrar insatisfação à figuras de autoridade, como o caso que acontece na França do Século XVII, onde coletores de impostos foram expulsos em uma espécie a um charivari e, mais recentemente, em abril de 2023, nos protestos contra o governo de Emmanuel Macron.

### Inglaterra

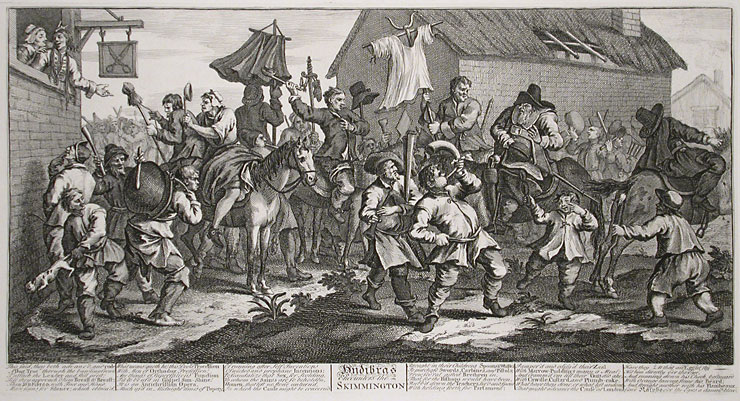
Gravura "Hudibras Encounters the Skimmington" (ilustração para Hudibras de Samuel Butler), de William Hogarth

As chamadas práticas da "Música Bruta" na Inglaterra eram conhecidas por muitas designações regionais ou locais. No norte, o termo mais comumente empregado era "stang riding", sendo stang um longo bastão carregado nos ombros de dois homens, entre os quais um objeto ou uma pessoa poderia ser montado. No sul, o termo skimmington, ou skimmington ride, era mais comumente empregado, sendo um skimmington um tipo de concha grande de madeira com a qual uma esposa indisciplinada poderia bater em seu marido. Outros termos incluem "lewbelling", "tin-panning", "ran tanning", um "nominey" ou "wooset". Onde eram feitas efígies dos "malfeitores", elas eram frequentemente queimadas no clímax do evento (como a inscrição na fotografia de Rampton indica) ou "ritualmente afogadas" (jogada numa lagoa ou rio).[carece de fontes?]
A própria essência da prática era humilhação pública da vítima sob os olhos de seus vizinhos. Práticas de música bruta foram irregularmente espalhadas pelas comunidades inglesas no século XIX. No século XX declinaram, apesar de resistiram em alguns lugares, como Rampton, Nottinghamshire (1909), Middleton Cheney (1909) e Blisworth (1920 e 1936), Northamptonshire. Houve de fato alguns exemplos após a Segunda Guerra Mundial em West Hoathley, Sussex em 1947 e Copthorne, West Sussex por volta de 1951, e uma tentativa de prática tradicional de música bruta foi documentada pela última vez pelo folclorista Theo Brown numa vila de Devonshire por volta de 1973.

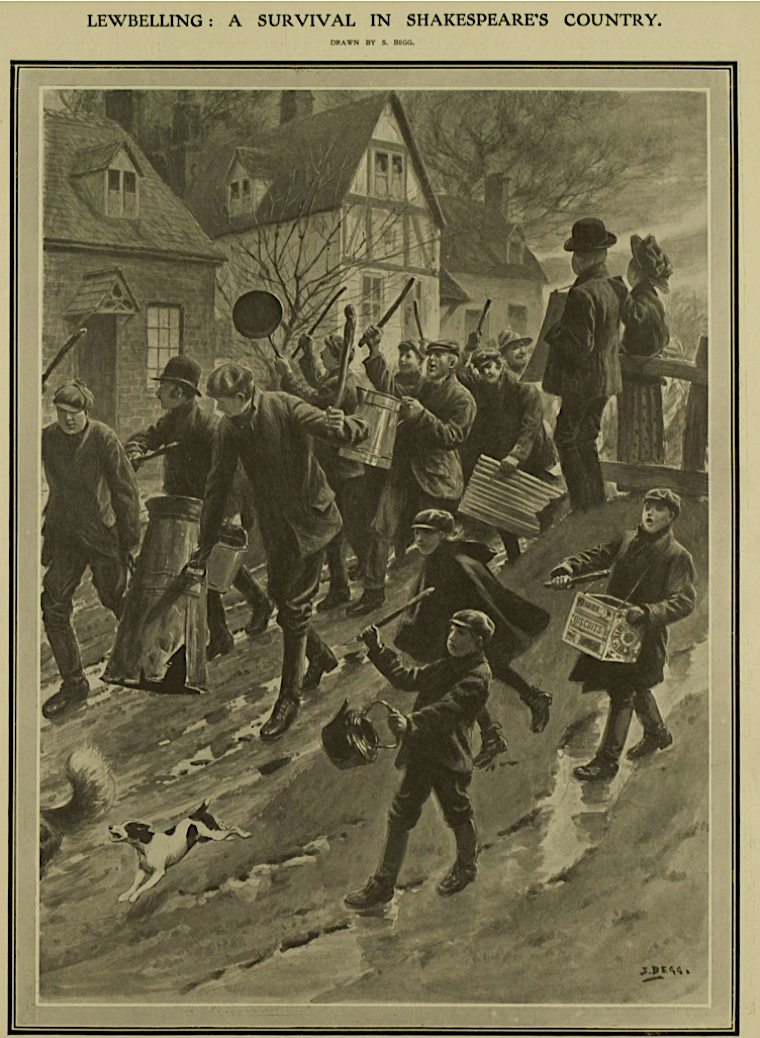
Uma "lewbelling" em Warwickshire, 1909. A legenda indica que o costume, embora desaparecendo, ainda era ocasionalmente observado. Aqui foi aplicado a um casal imoral

Em Warwickshire, o costume era conhecido como "loo-belling" ou "lewbelling", e no norte da Inglaterra como "montar o poste". Outros nomes dados a esse ou a outros costumes semelhantes eram o "rough-musicking" e o "hussitting" (dito como uma referência aos hussitas ou seguidores de João Huss).
Procissões barulhentas e mascaradas eram realizadas fora da casa do suposto criminoso, envolvendo o cacarejo estridente de ossos e cutelos, o toque de campainhas, a buzinadela, o sopro de chifres de touro, o bater de frigideiras, panelas, chaleiras ou outros utensílios de cozinha ou celeiro com a intenção de criar constrangimento duradouro ao suposto agressor. Durante uma performance de música bruta, a vítima pode ser exibida num poste ou burro (pessoalmente ou como uma efígie), seus "crimes" se tornando objeto de mímica, performances teatrais ou recitativos, junto com uma série de obscenidades e insultos. Alternativamente, um dos participantes "montaria o poste" (uma estaca transportada entre os ombros de dois ou mais homens ou jovens) enquanto batendo uma velha chaleira ou panela com um pau e recitando uma rima (chamada de "nominy") como a seguinte:
With a ran, tan, tan,

On my old tin can,

Mrs. _______ and her good man.

She bang'd him, she bang'd him,

For spending a penny when he stood in need.

She up with a three-footed stool;

She struck him so hard, and she cut so deep,

Till the blood run down like a new stuck sheep!
As procissões da música bruta são bem documentadas no período medieval como punições por violações das normas de gênero assumidas. Homens que se deixavam dominar por suas esposas rabugentas podiam ser alvejados e um friso da Montecute House, uma mansão elizabetana em Somerset, retrata exatamente tal ocorrência. No entanto, no século XIX, a prática parece ter sido um pouco reorientada; enquanto no início do período a música bruta era frequentemente usada contra homens que não haviam conseguido afirmar sua autoridade sobre suas esposas, no final do século XIX era principalmente dirigida contra homens que haviam excedido sua autoridade ao espancá-las. Assim, em contraste com os versos acima, referindo-se a uma esposa rabugenta, havia também canções referentes ao uso da procissão como proteção para as esposas.
Uma canção de música bruta originária de South Stoke, Oxfordshire:
There is a man in our town

Who often beats his wife,

So if he does it any more,

We'll put his nose right out before.

Holler boys, holler boys,

Make the bells ring,

Holler boys, holler boys.

God save the King.
Os participantes eram geralmente homens jovens que temporariamente receberam o poder de governar os assuntos cotidianos da comunidade. Como acima, as questões de sexualidade e hierarquia doméstica na maioria das vezes formaram os pretextos para a música bruta, incluindo atos de violência doméstica ou abuso infantil. No entanto, a música bruta também foi usada como uma sanção contra aqueles que cometeram certos tipos de crimes econômicos, como bloquear trilhas, impedindo a tradicional colheita ou lucro em épocas de colheitas ruins. Grupos ocupacionais, como açougueiros, usavam a música bruta contra outros no mesmo ramo que se recusavam a cumprir os costumes trabalhistas comumente acordados.
Práticas desse gênero frequentemente seriam repetidas por três ou até sete noites seguidas. Muitas vítimas fugiram de suas comunidades e casos de suicídio não são desconhecidos. Como formas de vigilantismo que provavelmente levariam à desordem pública, a humilhação pública e atividades similares foram proibidas pela Lei de 1882.

#### Origens, história e forma
Skimmingtons foram registrados na Inglaterra no início da época medieval e na América colonial por volta dos anos 1730. O termo está particularmente associado à região oeste da Inglaterra e, embora a etimologia não seja certa, foi sugerido que derivava da concha usada naquela região para a produção de queijos, que era vista como uma arma usada por uma mulher para espancar um marido fraco ou hipnotizado. A justificativa para o ato variava, mas um dos principais temas era a desaprovação de um homem por fraqueza em seu relacionamento com a esposa. Uma descrição do costume em 1856 cita três objetivos principais: um homem que apanha de sua esposa em uma briga; um homem traído que aceita o adultério de sua mulher; e qualquer pessoa casada que se envolva em conduta licenciosa. "Montar uma pessoa num skimmington" envolvia expor sua efígie ou ridicularizá-la em uma carroça ou nas costas de um cavalo ou burro. Alguns relatos descrevem os participantes batendo em conchas e colheres, pelo menos nos casos provocados por discórdia conjugal. O desfile barulhento passava pelo bairro e servia como uma punição para o agressor e um aviso para que outras pessoas seguissem as normas da comunidade; Roberts sugere que as casas de outras vítimas em potencial foram visitadas de maneira pontual durante uma procissão. Segundo uma citação, um skimmington foi interrompido pela polícia em uma vila em Dorset em 1917; e incidentes foram relatados nos anos 30, 50 e talvez até nos anos 70.
O antiquário e lexicógrafo Francis Grose descreveu um skimmington como: "Panelas, frigideiras e pinças, medula óssea e cutelos, chifres de touros, etc. batidos e tocados em procissões ridículas" (A Classical Dictionary of the Vulgar Tongue, 1796).